# Кабесаррубіас-дель-Пуерто
Кабесаррубіас-дель-Пуерто (ісп. Cabezarrubias del Puerto) — муніципалітет в Іспанії, у складі автономної спільноти Кастилія-Ла-Манча, у провінції Сьюдад-Реаль. Населення — 561 особа (2010).
Муніципалітет розташований на відстані близько 200 км на південь від Мадрида, 46 км на південний захід від Сьюдад-Реаля.

## Демографія
Динаміка населення (INE ):

## Галерея зображень

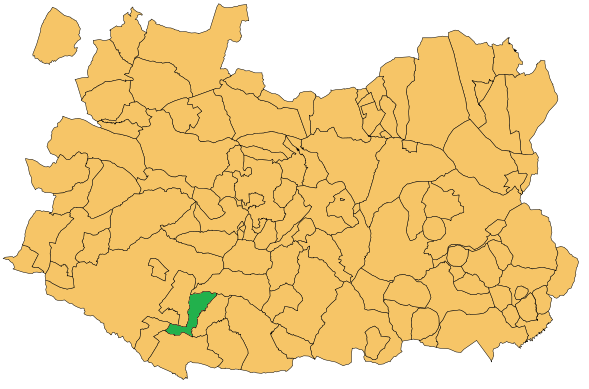
Розташування муніципалітету у провінції Сьюдад-Реаль